# Atarba connexa
Atarba connexa är en tvåvingeart som först beskrevs av Alexander 1923.  Atarba connexa ingår i släktet Atarba och familjen småharkrankar. Inga underarter finns listade i Catalogue of Life.